# تپه چغادرویشان
تپه چغادرویشان مربوط به پیش از دوره ساسانیان است و در شهرستان چگنی، بخش مرکزی، شهر سراب دوره واقع شده و این اثر در تاریخ ۱۰ مهر ۱۳۸۰ با شمارهٔ ثبت ۴۰۵۸ به‌عنوان یکی از آثار ملی ایران به ثبت رسیده است.